# Mihaela Buzărnescu
Mihaela Buzărnescu (nascida em 5 de maio de 1988, em Bucareste, Romênia) é uma tenista profissional romena. Conquistou o melhor ranking de simples (20ª) e duplas (30º) na mesma data, em 6 de agosto de 2018.
Buzărnescu possui o PhD em ciências do esporte.

## Finais em Grand Slam juvenil

### Duplas (1 título)
| Resultado | Ano  | Torneio | Piso | Parceira           | Oponentes                               | Resultado |
| --------- | ---- | ------- | ---- | ------------------ | --------------------------------------- | --------- |
| Venceu    | 2006 | US Open | duro | Ioana Raluca Olaru | Sharon Fichman Anastasia Pavlyuchenkova | 7–5, 6–2  |

## Finais no circuito WTA

### Simples (1 título, 2 vices)
| Resultado | V-D | Data         | Torneio                                | Categoria     | Piso   | Oponente      | Resultado     |
| --------- | --- | ------------ | -------------------------------------- | ------------- | ------ | ------------- | ------------- |
| Perdeu    | 0–1 | janeiro/2018 | Hobart International, Áustralia        | International | duro   | Elise Mertens | 1–6, 6–4, 3–6 |
| Perdeu    | 0–2 | maio/2018    | Prague Open, República Tcheca          | International | saibro | Petra Kvitová | 6–4, 2–6, 3–6 |
| Venceu    | 1–2 | julho/2018   | Silicon Valley Classic, Estados Unidos | Premier       | duro   | Maria Sakkari | 6–1, 6–0      |

### Duplas (1 título, 3 vices)
| Resultado | V-D | Data       | Torneio                               | Categoria     | Piso   | Parceira           | Oponentes                           | Resultado |
| --------- | --- | ---------- | ------------------------------------- | ------------- | ------ | ------------------ | ----------------------------------- | --------- |
| Perdeu    | 0–1 | maio/2018  | Prague Open, República Tcheca         | International | saibro | Lidziya Marozava   | Nicole Melichar Květa Peschke       | 4–6, 2–6  |
| Venceu    | 1–1 | maio/2018  | Internationaux de Strasbourg, França  | International | saibro | Raluca Olaru       | Nadiia Kichenok Anastasia Rodionova | 7–5, 7–5  |
| Perdeu    | 1–2 | junho/2018 | Nottingham Open, Reino Unido          | International | grama  | Heather Watson     | Alicja Rosolska Abigail Spears      | 3–6, 56–7 |
| Perdeu    | 1–3 | junho/2018 | Eastbourne International, Reino Unido | Premier       | grama  | Irina-Camelia Begu | Gabriela Dabrowski Xu Yifan         | 3–6, 5–7  |

## Ligações Externas
- Mihaela Buzărnescu na Associação de Tênis Feminino
- Mihaela Buzărnescu na Federação Internacional de Tênis
- Mihaela Buzărnescu na Copa Billie Jean King